# ناأويوكي كاتو
ناأويوكي كاتو (باليابانية: 加藤直之؛ بالكانا: かとう なおゆき) هو رسام توضيحي ياباني، ولد في 1952 في هاماماتسو في اليابان.

## وصلات خارجية
- ناأويوكي كاتو على موقع ميوزك برينز (الإنجليزية)